# Никола Юруков (анархист)
 Тази статия е за анархиста.  За дееца на ВМОРО вижте Никола Юруков.  
Никола Костадинов Юруков български анархист, родом от град Копривщица.
Никола Юруков е роден на 3 ноември 1904 г. в Копривщица. Завършва прогимназия в родния си град, но поради липса на средства не успява да завърши и напуска училище. Работи, а в свободното си време се самообразова. Анархист по убеждение.
Заедно с брат си Рашко участват в Копривщенската анархо-комунистическа чета и Троянската чета. Участва във всички акции и се проявява като смел човек (пряк изпълнител е на всички смъртни присъди издавани от четите).
През пролетта на 1927 г, в България нелегално се завръщат няколко опитни бойци анархисти от четите на Васил Икономов и Нешо Тумангелов. Това са Стоян Тороманов, който се укрива в родната му Копривщица и остава там до зимата на 1928 г, Никола Юруков, който пък се крие в София и братята Велко и Стоян Иванови, които се движат в Панагюрско.
През 1925 г. емигрира през Гърция в Югославия. Връща се като нелегален в България през 1927 г. Юруков вероятно е влязъл във връзка с нелегалните (цивилна на Васьо) и (военизирана на Савата) структури в София. На 10 юни 1927 г. е проследен и обкръжен от агенти на Обществена безопасност в „Борисовата градина“ в София. Води престрелка до последния патрон, след което възпламенява бомба, ляга върху нея и загива разкъсан на парчета.